# Rock de la República Dominicana
El rock dominicano es la expresión de la música rock ejecutada e interpretada por artistas de origen dominicano. Originándose en los 60s con Milton Peláez 
Los primeros temas de rock en español grabados por un dominicano, los cantó Milton Peláez, destacando entre ellos: “Carmencita”, “Paco Cara de Maco”, “Todo lo que tengo”, “Viejito ye ye” y “Por eso estamos como estamos”.
Milton Peláez fue descubierto por el pianista, compositor, escritor, y ex embajador dominicano ante la Unesco Rafael Solano en 1965 en el municipio de Moca. Por su talento, lo integró a su agrupación como guitarrista
El legado de Peláez se quedará impreso por su realización de músico, libretista, productor de television  dominicano en la época de 1959.
“Los Happy Boys”, fue un grupo en el que trabajó de lado del famoso Bill Halley y sus Cometas, creador del tema “Rock Around The Clock”, durante su presentación en el Teatro Agua y Luz, construido en el gobierno de Rafael Leónidas Trujillo. Este grupo musical, compuesto por Pericles Mejía, José Manuel Henríquez (Mané), Jorge Taveras y Mac Cordero, hizo su debut en Rahintel, hoy Antena Latina, canal 7, por el programa “777”, del locutor Tutín Beras Goico. 
Los Masters fue la primera banda de rock fundada por Luis Guzmán Molina, Macho Miolán, y José Emilio Valenzuela. Hasta la fecha hacen Apariciones como Masters & Friends, con cantantes como Eddy Alba, Rigo Zapata en el bajo y Andrés Aybar Aquino en la guitarra. 
En los ochenta empezaron a formarse bandas exitosas como Empiphis, Cahobazul, New Page, Toque Profundo, Uranio, Transporte Urbano y más tarde, grupos como Regata, Coral Negro, IO, Transfusion Al-jadaqui Tribu Del Sol, y Tabutek, Auro & Clemt Bocatabú, Calor Urbano, Shido, Nux, entre otros. 
El rock dominicano es escuchado principalmente por los jóvenes de República Dominicana, que han abrazado esa música, muchas veces sobre el merengue, la bachata y el reguetón, estos tres géneros muy populares en República Dominicana.

## Subgéneros
Los estilos de bandas de rock de República Dominicana es amplio. Desde pop/rock, alternative, punk, hasta metal, black metal, progressive metal y death metal, últimamente se ha incorporado el brutal death metal/grindcore, thrash metal mostrando que también hay amantes de los géneros más extremos.

## Proyección
La proyección de los grupos de rock ha sido fundamentalmente local. Aunque algunas bandas cantan en inglés la mayoría de las canciones son interpretadas en español.
Solo algunas bandas como Uranio, Transporte Urbano (Cuba y NYC), JLS (España), Los Pérex(USA, Puerto Rico, México, Costa Rica y Panamá), La Armada (PR, USA, México), Sister Madness (Canadá) y Santuario (PR) se han presentado en el extranjero.

### Premios Casandra
Los Premios Casandra, considerados los principales galardones dedicados a la música, la televisión, el teatro, el cine y el humor en la República Dominicana, comenzaron a reconocer al rock nacional desde su sexta edición, celebrada en 1991.
En 1997, la asamblea de la Asociación de Cronistas de Arte de la República Dominicana (ACROARTE), entidad encargada de otorgar los premios, decidió fusionar en una sola categoría el rock y el merenhouse, lo que generó una intensa polémica entre artistas, críticos y seguidores del género. En 1999, la categoría fue restituida bajo su nombre original: *Mejor Grupo de Rock del Año*.
'Ganadores como Mejor Grupo de Rock del Año en los Premios Casandra 1991-1996'
- 1991 Cahobazul (nominados también Empiphis, Regata y Toque Profundo)
- 1992 Toque Profundo (nominados también Cahobazul, Razón Vital, Regata y Uranio)
- 1993 Uranio(nominados también Toque Profundo)
- 1994 La categoría fue declarada desierta
- 1995 Transfusión (único nominado)
- 1996 Transfusión

'Ganadores como Mejor Grupo de Rock y Merenhouse del Año en los Premios Casandra 1997-98'
- 1997 Los Ilegales
- 1998 Los Ilegales (nominados también Sandy & Papo MC y Tabutek)

'Ganadores como Mejor Grupo de Rock del Año en los Premios Casandra 1999-2007'
- 1999 Tribu Del Sol (nominados también Aljadaqui, Alta Tensión y JLS)
- 2000 Aljadaqui (nominados también JLS, Toque Profundo y Tribu Del Sol)
- 2001-05 La categoría fue excluida de los Premios
- 2005 Aljadaqui (nominados también Auro & Clemt, MarteOVenus y Top 40)
- 2006 Auro & Clemt (nominados también Álex Ferreira, Cerobit, Panky Y Los Manolos y TKR)
- 2007 Panky Y Los Manolos (nominados también Auro & Clemt, Calor Urbano, Marel Alemany y Nux)
- 2008 Calor Urbano
- 2009 Calor Urbano
- 2010 Bocatabú
- 2011 Toque Profundo
- 2012 Toque Profundo
- 2013 Futuros Divorciados